# Artur Bordalo

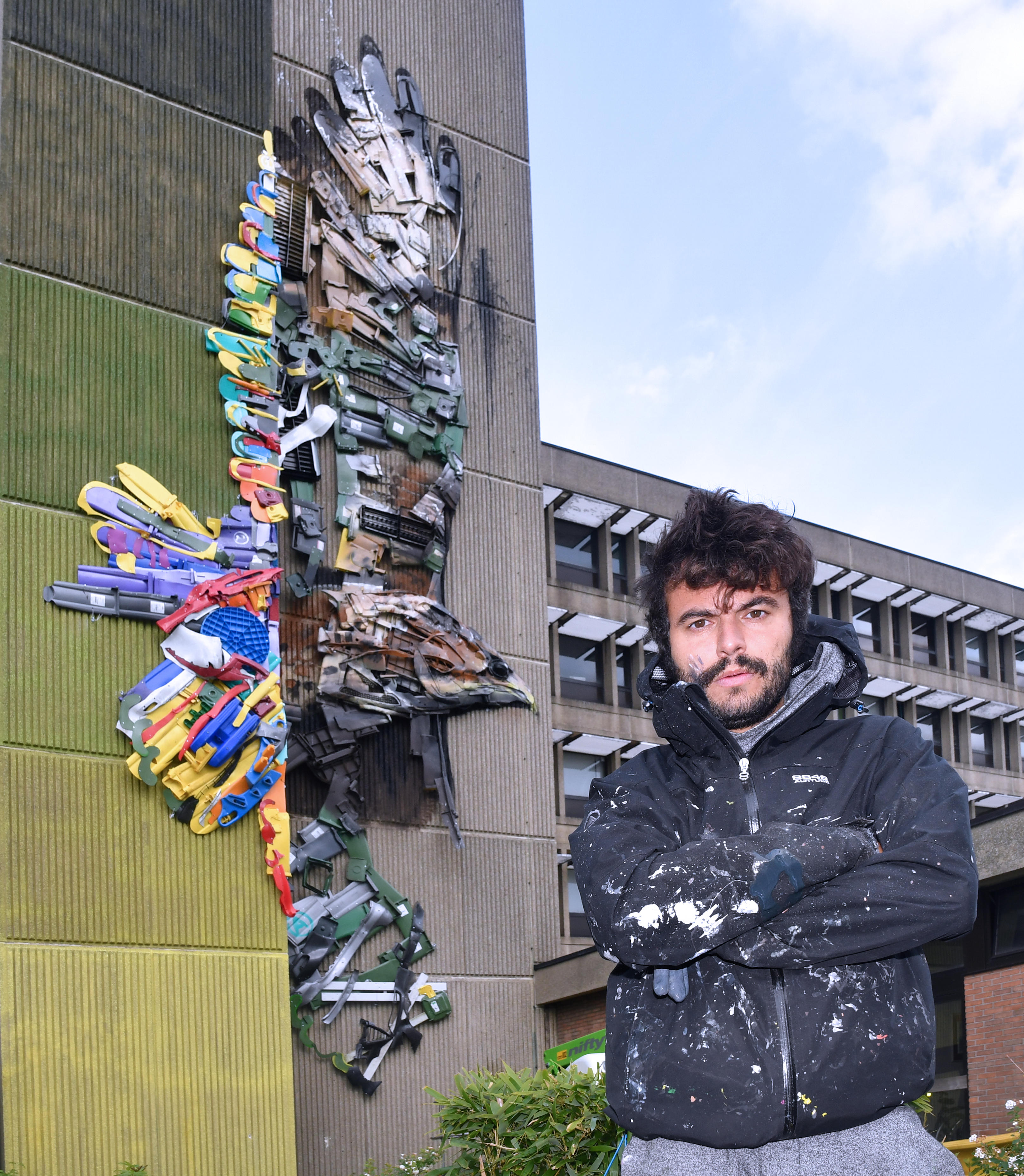
Artur Bordalo (Bordalo II, Bordalo Segundo)

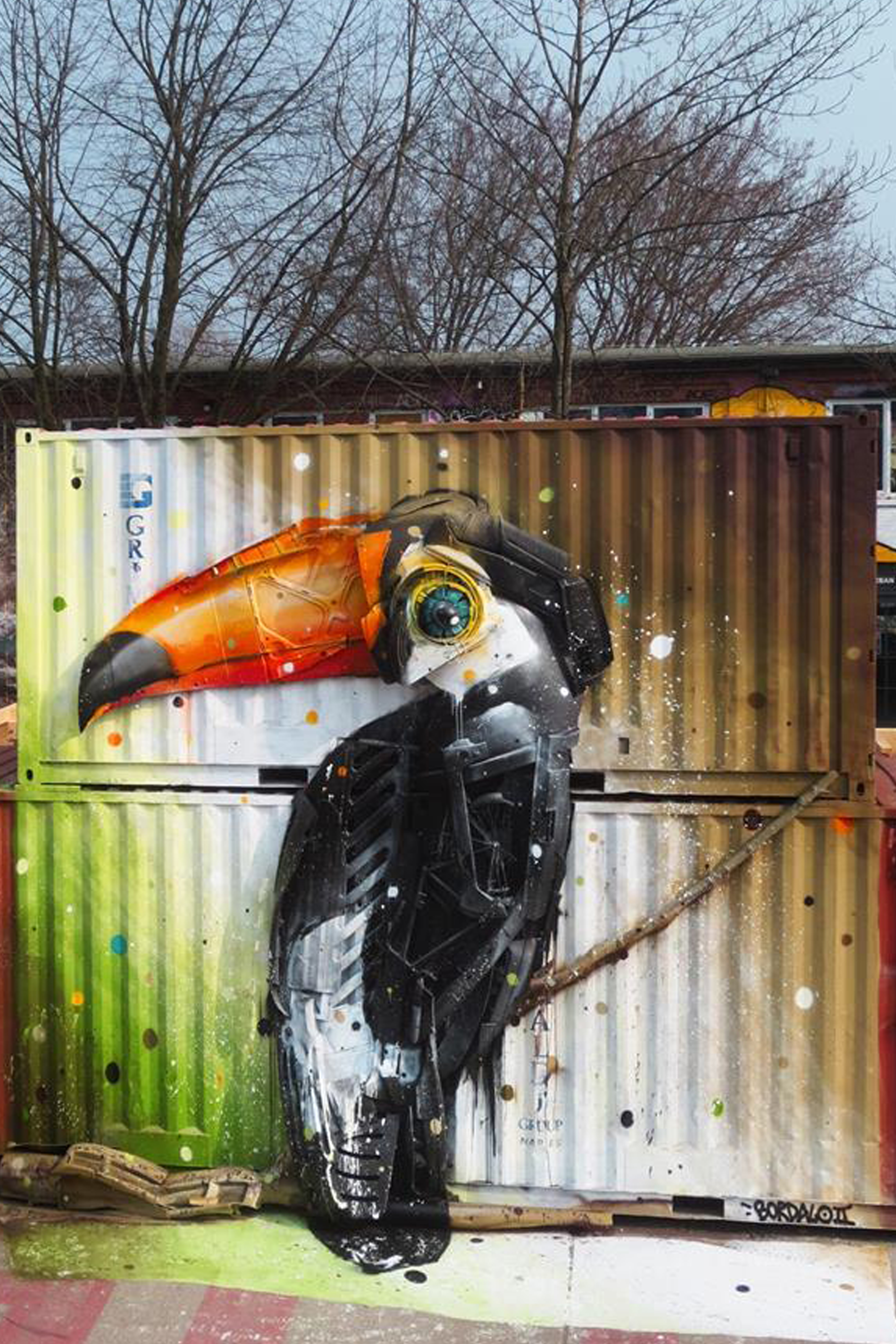
Tucan Berlin (2016)

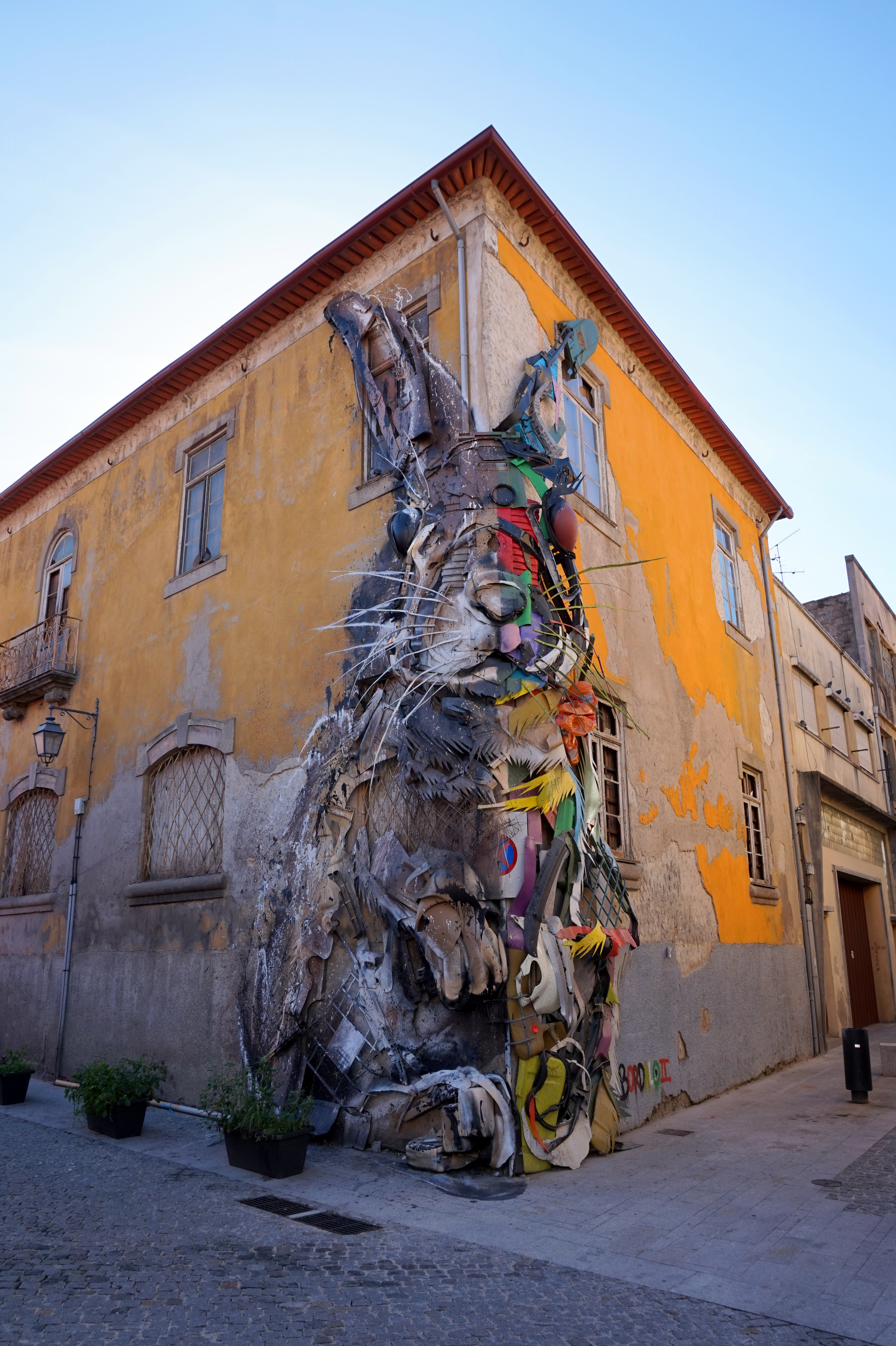
Half Rabbit Abfallhase (2017) in Vila Nova de Gaia (Portugal)

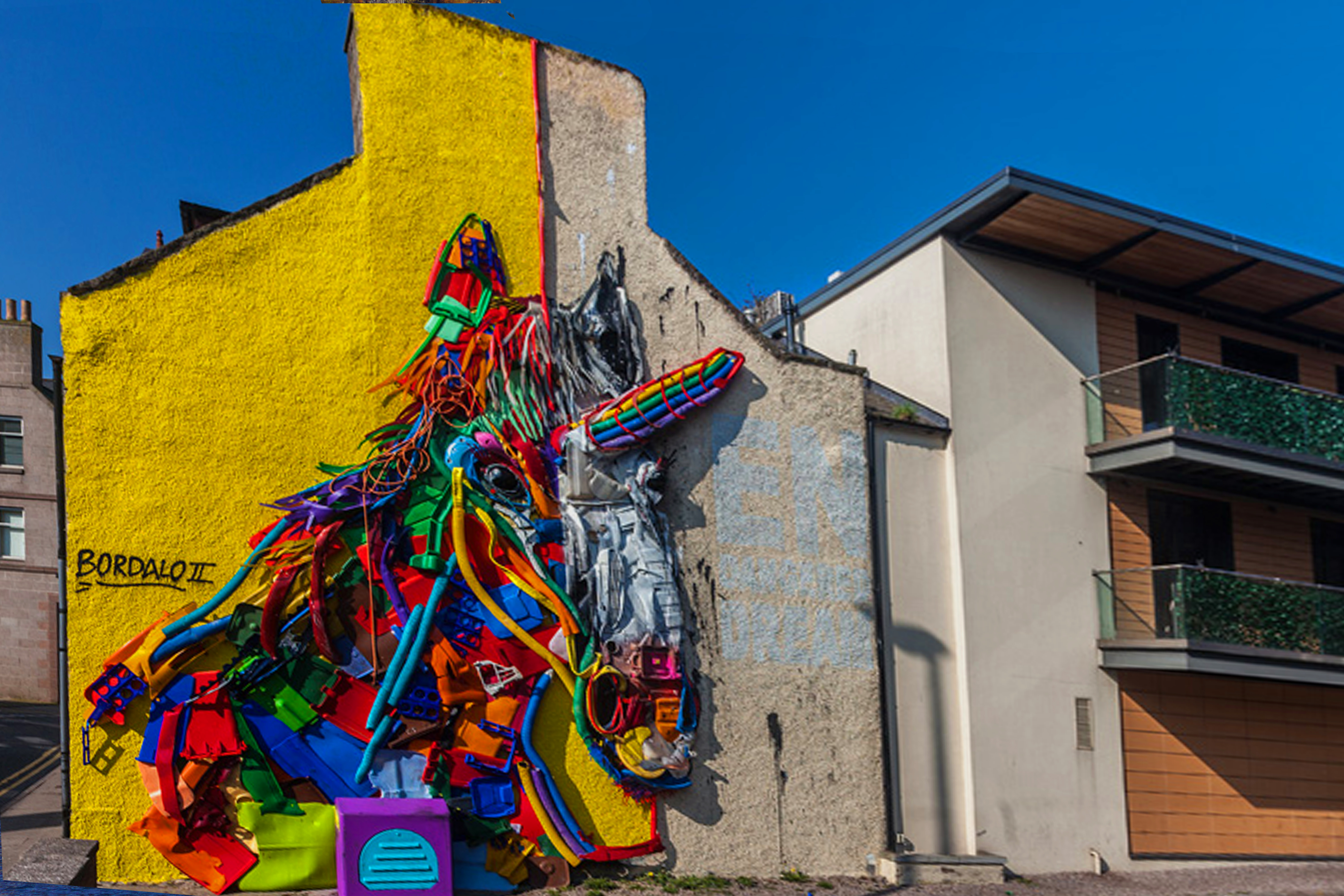
Einhorn auf dem NuArt Festival (2018) in Aberdeen Schottland

Artur Bordalo, besser bekannt unter seinen künstlerischen Spitznamen Bordalo II oder Bordalo Segundo, (* 1987 in Lissabon)  ist ein portugiesischer Streetartkünstler und Maler. Er ist der Enkel des Malers Artur Real Chaves Bordalo, auch bekannt als Real Bordalo.

## Karriere

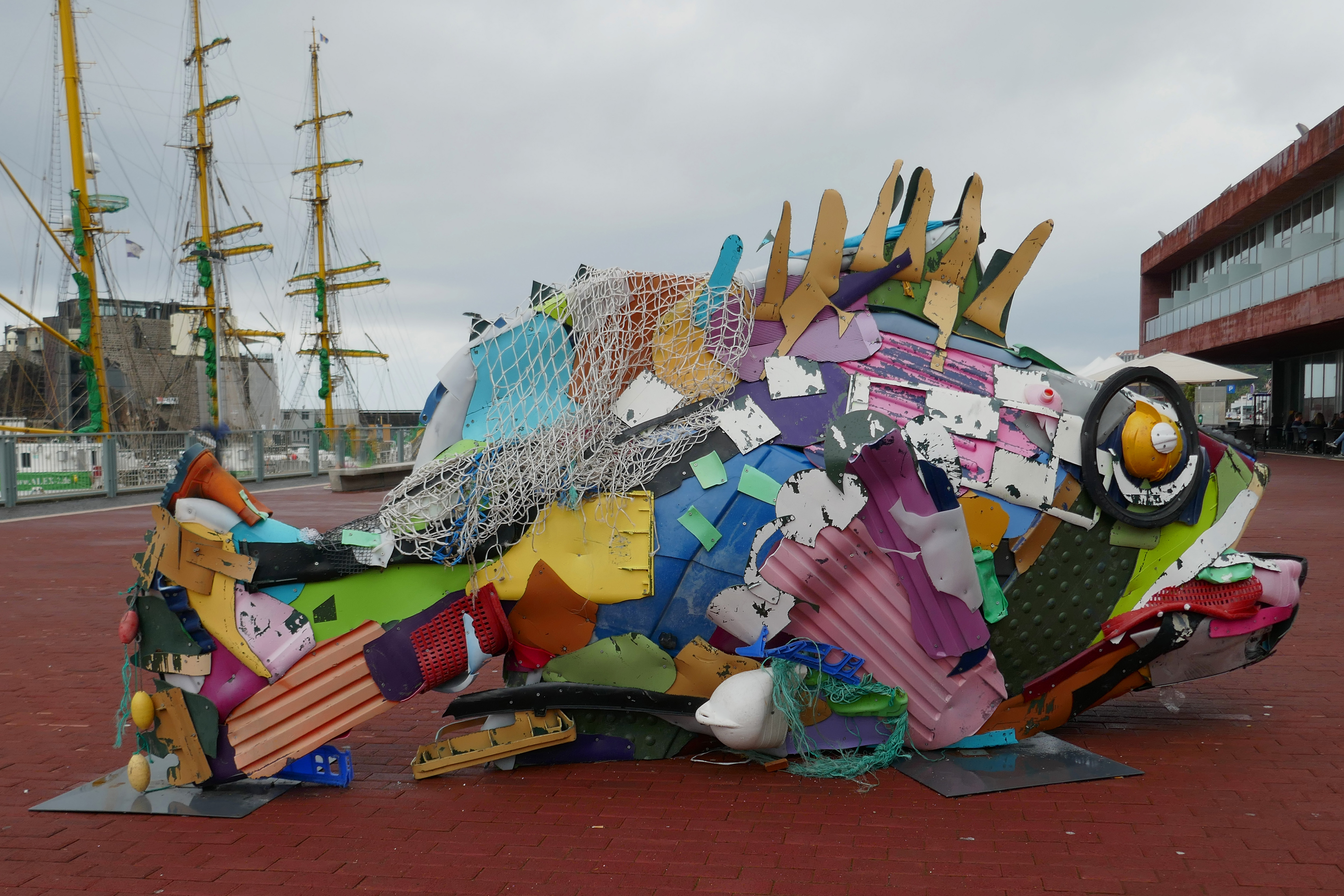
Abfallfisch von BordaloII im Hafen von Funchal (Madeira, 2022)

Er studierte an der Fakultät der Schönen Künste der Universität Lissabon. Seine Kunst basiert auf der Verwendung von städtischem Abfall, nach dem Motto „des einen Müll ist des anderen Schatz“.  Ausgehend von Graffiti verwendet er mit Sprühfarbe unter anderem ausrangierte Gegenstände, Abfall und Müll von Baustellen, Gebäuderuinen, Autos und Fabriken und mischt sie zu einem neuen künstlerischen Objekt. Er will damit eine „extrem konsumorientierte, materialistische und geizige“ Gesellschaft anprangern und „Nachhaltigkeit, ökologisches und soziales Bewusstsein“ fördern. Infolgedessen ist seine Streetart dreidimensional und geht oft über die Grenzen der Fläche hinaus, werden zu Flach- und Hochreliefs.
Seine Werke zeigen den Einfluss von Künstlern wie Joseph Beuys, der glaubte, dass die einzige Kraft, die in der Lage ist, die Menschheit und die soziale Ordnung zu verändern, die Kunst ist, die auf der menschlichen Kreativität beruht. Aber auch die Ready-mades von Marcel Duchamp, die Collagen von Pablo Picasso und Georges Braque und andere Schöpfungen, die unsere Wahrnehmung eines Kunstwerks verändert haben.
Seit 2012 hat Bordalo Segundo rund zweihundert Tierskulpturen aus mehr als 60 Tonnen wiederverwendeter Materialien gefertigt. Seine Installationen sind rund um den Globus zu finden und stellen somit ein universelles Manifest dar. Berühmt ist er auch für die in seinem Heimatland realisierte Eisenbahnserie, bei der er auf ausgeklügelte Weise Eisenbahnschienen für seine Kunst verwendet.

## Ausstellungen

### Einzel

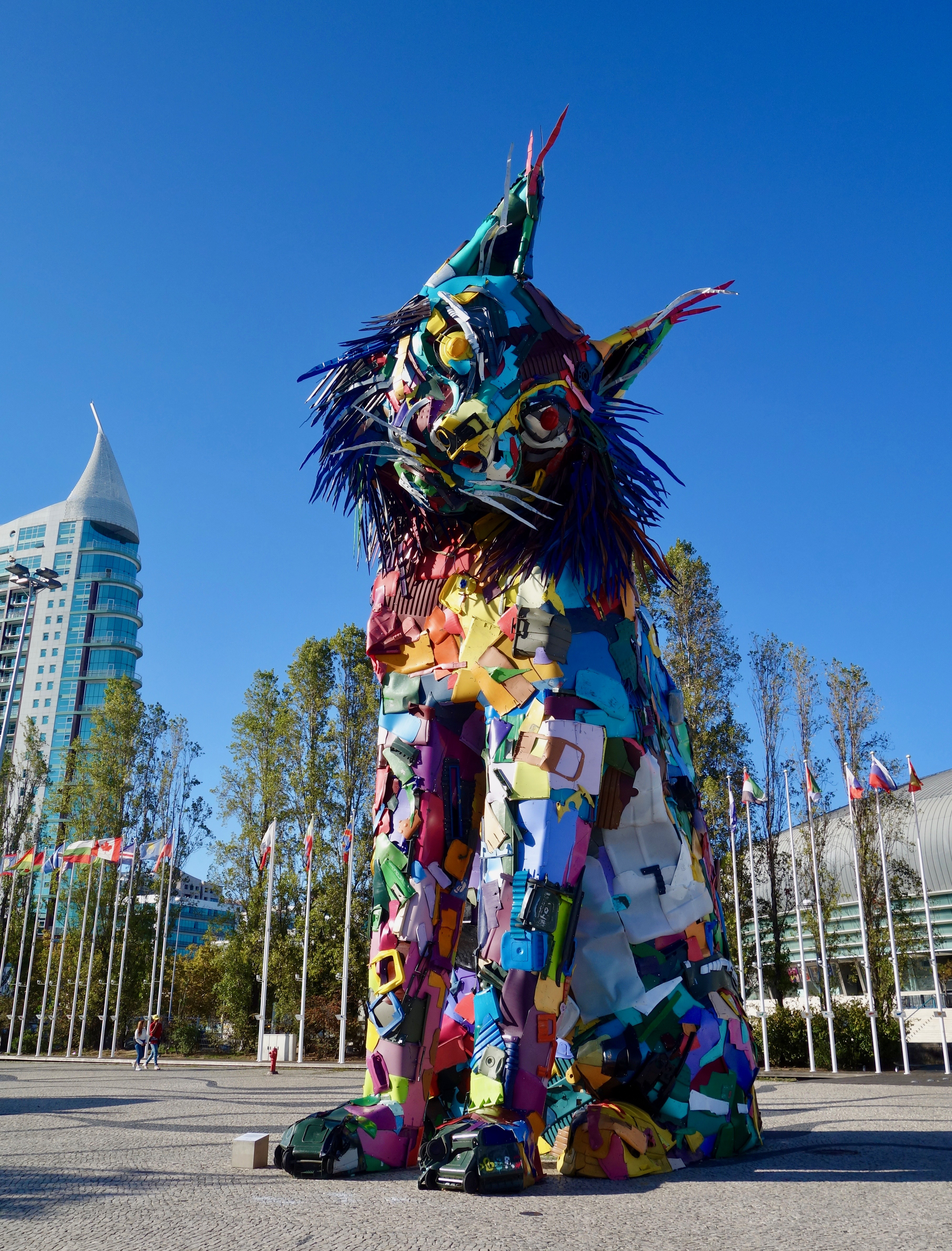
Der iberische Luchs von Bordalo II ist eine künstlerische Installation im Parque das Nações in Lissabon

| Titel                   | Jahr | Galerie / Veranstaltung | Ort      |
| ----------------------- | ---- | ----------------------- | -------- |
| Tornar o banal original | 2011 | Montana Shop & Gallery  | Lissabon |
| System Boys             | 2013 | Outsiders Factory       | Lausanne |
| World Gone Crazy        | 2014 | Arte Periférica         | Lissabon |
| Pânico, drama, terror   | 2015 | Arte Periférica         | Lissabon |

### Kolektive
| Veranstaltung                            | Jahr | Ort               | Staat                  |
| ---------------------------------------- | ---- | ----------------- | ---------------------- |
| Walk&Talk Street Art Festival            | 2013 | Ponta Magra       | Portugal               |
| Wool Urban Art Festival                  | 2014 | Covilhã           | Portugal               |
| Smart Travel Festival                    | 2014 | Braganza          | Portugal               |
| O Bairro i o Mundo Festival              | 2014 | Loures            | Portugal               |
| Armazéns do Chiado Art Meeting           | 2014 | Lissabon          | Portugal               |
| Elementi Sotterranei Street Art Festival | 2014 | Gemona del Friuli | Italien                |
| Montana Shop & Gallery Mar Motto         | 2014 | Lissabon          | Portugal               |
| Life is Beautiful Festival               | 2015 | Las Vegas         | Vereinigte Staaten     |
| NuArt Festival                           | 2015 | Stavanger         | Norwegen               |
| From Trash to Art                        | 2015 | Bakú              | Aserbaidschan          |
| Graffiti Street Underground              | 2015 | London            | Vereinigtes Königreich |
| Urban Forms Festival                     | 2015 | Łódź              | Polen                  |
| Ocean Climax Festival                    | 2015 | Bordeaux          | Frankreich             |
| Agitágueda                               | 2015 | Águeda            | Portugal               |
| Observaria                               | 2015 | Estarreja         | Portugal               |
| Aruba Art Fair                           | 2016 | Aruba             | Niederlande            |
| Forgotten Project                        | 2016 | Rom               | Italien                |
| Underground 2016                         | 2016 | London            | Vereinigtes Königreich |
| Magic City Art Museum                    | 2016 | Dresden           | Deutschland            |
| Volume                                   | 2017 | Paris             | Frankreich             |
| There Are No Limits                      | 2017 | Borås             | Schweden               |
| Arte Urbano: Leyendas Callejeras         | 2017 | Murcia            | Spanien                |
| Magic City — The Magic of Street Art     | 2017 | München           | Deutschland            |
| humanKIND                                | 2017 | Miami Beach       | Vereinigte Staaten     |
| Pow! Wow! Hawaii                         | 2018 | Hawaii            | Vereinigte Staaten     |
| JustMAD Emerging Art Fair                | 2018 | Madrid            | Spanien                |
| JustLX Emerging Art Fair                 | 2018 | Lisabon           | Portugal               |
| Vitality and Verve III                   | 2018 | Long Beach        | Vereinigte Staaten     |
| Magic City — The Magic of Street Art     | 2018 | Stockholm         | Schweden               |
| Scope Art Basel                          | 2018 | Basel             | Schweiz                |